# Mont Chemin
Pour les articles homonymes, voir Chemin (homonymie).
 (juillet 2013).
Si vous disposez d'ouvrages ou d'articles de référence ou si vous connaissez des sites web de qualité traitant du thème abordé ici, merci de compléter l'article en donnant les références utiles à sa vérifiabilité et en les liant à la section « Notes et références ».
Le mont Chemin est une montagne située dans le canton du Valais en Suisse.

## Géographie

### Situation, topographie
De forme triangulaire, limitée au nord par la plaine du Rhône, et à l’ouest et au sud par la Dranse. Il s’étend des Écoteaux, par Surfrête vers Chemin-Dessus, il passe ensuite par la Tête des Éconduits, le col des Planches, culmine à la Crevasse, puis s’élance vers la Pierre Avoi, par les alpages du Tronc et du Lein. Le point le plus bas se situe à 460 mètres d'altitude, au niveau de la plaine du Rhône ; en comparaison, le lit de la Dranse à Sembrancher est déjà à 715 mètres, Chemin-Dessus se trouve à 1 125 mètres, le col des Planches à 1 411 mètres, le col du Lein à 1 658 mètres et le sommet de la Crevasse à 1 808 mètres.
Quatre communes se partagent le mont Chemin. Avec le hameau de Chemin-Dessous, Martigny en possède tout le flanc nord ; Bovernier occupe la partie ouest du flanc sud, à l’exception d’une petite partie appartenant à Sembrancher ; la commune de Val de Bagnes détient le reste du flanc sud, ainsi que les pâturages boisés des crêtes. C’est également sur le territoire de cette commune que se trouvent les hameaux de Chemin-Dessus, Vens, Etiez, Cries, Levron et le village de Vollèges.

### Géologie
Le mont Chemin recèle des ressources minières qui se retrouvent dans trois formations géologiques :
- à l’ouest, le massif cristallin du Mont-Blanc qui s’étend du Borgeaud au col des Planches ;
- au centre les roches sédimentaires collées au massif cristallin dit autochtone du col des Planches qui tapissent le milieu de la paroi de la Crevasse ;
- à l’est enfin, se retrouvent les roches sédimentaires de la zone helvétique.

Le mont Chemin compte une grande variété de gneiss que l’Atlas géologique de la Suisse décrit en détail. Outre ces gneiss, on y trouve du fer, des veines de marbre, des filons riches en galène, de la fluorine, une grande variété de cristaux et plus de 150 espèces minérales dont certaines sont très rares.
Plusieurs minerais ont été exploités depuis des siècles puisqu’on y retrouve des mines et des carrières, des tunnels éboulés et des cônes de matériaux. Des études exhaustives sur les mines du mont Chemin ont été publiées par Wutzler (1983) et par Ansermet et Meissier (1998 et 2001). Un site internet sur les mines du mont Chemin en présente bien les anciennes exploitations et il incite les visiteurs à suivre sur place le Sentier des mines.

### Faune et flore
La diversité des climats et des formations géologiques incitent les botanistes et les naturalistes à parcourir le Mont Chemin à la découverte de plantes et d’insectes rares. Murisier et Pillet (2002) et Rodaro et al. (1996) en ont fait un inventaire très détaillé de ce que l’on retrouve en suivant les chemins pédestres présentés par Vust (2010).

## Histoire
En raison de sa géologie et de sa position géographique, le mont Chemin est exempt d’eau, ce qui le rend très peu propice à l’agriculture. Ses villages et hameaux ont tout d’abord été établis comme mayens plutôt que comme résidences permanentes. L’eau nécessaire à la subsistance des hommes et des animaux devait être récoltée dans des citernes par des chéneaux établis le long des toits. Si ce sont surtout les pâturages boisés et les alpages qui en font la valeur, au cours de l’histoire, les populations qui s’y sont établies survivaient d’une agriculture vivrière et, durant une courte époque, de la culture de la fraise.
Actuellement l’eau potable et d’irrigation proviennent, par canalisation, de la région de Louvie située sur les hauts de la station touristique de Verbier. Durant les dernières décennies, cette arrivée d’eau a provoqué l’établissement d’un nombre important de chalets de vacances et de résidences dans les divers villages du mont Chemin.
En revanche ce ne fut pas le cas de l’exploitation minière car les ouvriers de cette industrie ne résidaient pas sur place à l’exception de la Seconde Guerre mondiale, période durant laquelle les mineurs résidaient à l’hôtel du col des Planches.
Le tourisme de la fin du XIXe siècle et du début du XXe siècle a amené l’établissement d’hôtels à Chemin dont il ne subsiste que l’Hôtel Beau-Site, au col des Planches et au col du Lein. C’est à la même époque qu’ont été construits à Chemin-Dessus les chalets de vacances des familles bourgeoises de Martigny les Closuit, Torrione, Exhenry, Simonetta et des Parisiens Porret. Aujourd’hui, le mont Chemin devient la banlieue de Martigny et, à certains endroits, le dortoir de Verbier.